# Гинтер Рал
Гинтер Рал (Гагенау, 10. март 1918 — Бад Рајхенхал, 4. октобар 2009) је био немачки пилот-ловац у Другом светском рату, трећи по успешности. Постигао је укупно 275 ваздушних победа. Извршио је 621 борбени лет, оборен је 8 пута и рањен 3 пута.
Рођен је у Гагенау, малом селу у области Шварцвалд у Немачкој, у трговачкој породици. Његова сестра Лоте, била је четири године старија од Рала. Рал је изјавио да је његов отац био повезан са Немачком националном народном партијом. Године 1922. породица Рал се преселила у Штутгарт. Тамо се 1928. Рал придружио хришћанским извиђачима. Године 1934. Глајхшалтунг је претворио хришћанске извиђаче у немачки Јунгфолк као део Хитлерове омладине. Године 1936. ступио је у армију и уписао је војну школу у Дрездену где је под утицајем професора одлучио да ступи у Луфтвафе. Након дипломирања, Рал се добровољно пријавио за војну службу у децембру 1936. године. Обуку за пилота завршио је 1938. године у чину поручника. Исте године је распоређен у 52. ловачку групу.

## Други светски рат
Рал је у првим ваздушним борбама учествовао током немачког напада на Француску. 12. маја 1940. године постигао је прве две ваздушне победе. Након капитулације Француске његова јединица је распоређена у близини Калеа како би учествовала у бици за Британију. Због тешких губитака које је јединица трпела Гинтер Рал је 25. јула постављен за команданта 8. ескадриле 52. ловачке групе, а 1. августа је унапређен у чин оберлајтнанта.
По завршетку битке за Британију Ралова јединица учествовала је у окупацији Румуније, а затим и у Балканској кампањи. Рал је такође учествовао и у Операцији Меркур, ваздушном десанту на Крит у мају 1940. године. После успешног завршетка ове операције 52. ловачка група је враћена у Румунију како би учествовала у одбрани нафтних поља у Плоештију од напада руских бомбардера. Током ваздушних борби које су трајале пет дана Рал и његова ескадрила су оборили око 50 совјетских авиона. Рал је приметио да је разлог успеха то што Совјети нису обезбедили пратњу ловаца за своје бомбардере.
По отпочињању Операције Барбароса, 52. ловачка група прикључена је групи армија Југ на јужном крилу Источног фронта. 28. новембра 1941. године. Рал је постигао своју 36 ваздушну победу. Истог дана његов авион је погођен због чега је морао да изврши принудно слетање иза немачке линије фронта. Из олупине га је спасао немачки тенк. Његов Бф 109 Ф-4 се срушио у околини Ростова. Приликом слетања поломио је кичму на три места. Смештен је у болницу у којој је остао девет месеци пре него што се у августу 1942. године вратио у своју јединицу. Током лечења упознао је Херту Шен, са којом се оженио 1943. године. Док је био у болници, одликован је Немачким златним крстом 15. децембра 1941.
Од августа до новембра Рал је оборио још 64 совјетска авиона што је укупно чинило 100 ваздушних победа. 2. новембра 1942. год. Адолф Хитлер му је лично доделио Витешки крст са храстовим лишћем. У априлу 1943. године унапређен је у капетана, а 6. јула постављен је за команданта 62. ловачке групе. Своју 200-ту победу постигао је 29. августа 1943. године за шта је добио мачеве уз Витешки крст. Само у октобру 1943. године оборио је 40 совјетских авиона што је његов најбољи резултат.
19. априла 1944. године. Гинтер Рал постављен је за команданта 11. ловачке групе која је била задужена за одбрану Немачке (Reichsverteidigung). Током одбрамбених борби изнад Немачке Ралова јединица сукобљавала се са бомбардерима и ловцима америчке 8. ваздухопловне армије која је циљеве у немачкој нападала дању. 1. маја 1944. године унапређен је у чин мајора. Поново је рањен 12. маја када је учествовао у борби са четири америчка ловца П-47 Тандерболт, оборивши два. У овој борби изгубио је палац и био је хоспитализован више месеци због инфекције која је узела маха. У своју јединицу вратио се у новембру исте године.
Крај рата дочекао је на месту командатна 300. ловачке групе која је била стационирана на аеродрому у Салцбургу. 20. фебруара 1945. године заробиле су га америчке снаге.

## После рата
Гинтер Рал је после рата био припадник новог немачког ваздухопловства које је формирано након ремилитаризације Немачке која је отпочела 1955. године. Од 1. јануара 1971. до 31. марта 1973. године био је на положају инспектора ловачких снага немачке Луфтвафе, а од 1. априла 1974. године до 13. октобра 1975. године био је војни аташе при НАТО-у. Каријеру је завршио у чину генерал-пуковника.
4. октобра 2009. Рал је умро у Бад Рајхенхалу због последица ранијег срчаног удара. Сахрањен је 15. октобра уз војне почасти.
Ралова оштећена летачка рукавица, коју је носио када су га оборили амерички ловци 1944. године, сада је изложена у Националном музеју ваздухопловства и свемира у Вашингтону, Д.Ц.